# 鲁菲尼
鲁菲尼（法語：Rouffigny）是法国芒什省的一个旧市镇，属于圣洛区。该市镇总面积6.72平方公里，2009年时的人口为313人。
鲁菲尼已于2016年1月1日起和相邻的维勒迪约莱波埃勒合并成为维勒迪约莱波埃勒-鲁菲尼

## 人口
鲁菲尼人口变化图示